# 国鉄C54形蒸気機関車
C54形蒸気機関車（C54がたじょうききかんしゃ）は、1931年（昭和6年）に製造された日本国有鉄道（製造時は鉄道省）の亜幹線旅客列車用中型テンダー式蒸気機関車である。

## 誕生の背景
1928年（昭和3年）で製造終了となったC51形の後継機であるC53形は、自重・軸重ともに大きく、東海道本線や山陽本線といった幹線にしか投入できなかった。
また、前世代の幹線用機関車であるC51形も動軸重が乙線前提で運用可能線区に制限があり、8620形などの在来機では牽引力が足りず輸送力が不足するものの、C51形の導入が困難な丙線規格（軸重14 t）の亜幹線で輸送力を増強するには、軌道強化により丙線から乙線へ規格向上を実施して軸重15 tクラスの強力機の投入を可能とするか、さもなくばC51形と同等の牽引力を備え、なおかつ動軸重を1ランク落として14 t以下に収め、丙線規格の路線でも運用可能とした軽量級パシフィック機を新規開発し投入する必要があった。
もっとも、本形式が設計された1931年（昭和6年）前後の時点では昭和恐慌のため国家財政は極めて深刻な状況にあり、前者の手法を採って全国に張り巡らされた亜幹線各線の線路規格を底上げするのは、新線の建設に当たって丙線よりさらに低規格な簡易線規格を制定せざるを得ないほどに厳しい財政状態の下ではあまりに非現実的であった。そこで後者の手法が選択され、丙線で運用可能なC51形の後継・派生機種が新製投入されることとなった。
かくしてC51形を設計した朝倉希一の直弟子である島秀雄を設計主任として、本形式が開発された。

## 構造
C51形の基本構成をほぼそのまま踏襲する。したがって、3缶胴構成で蒸気ドームを第1缶胴に載せ、1軸従台車で支持される広火室を組み合わせたストレート形煙管式ボイラーを備える、軸配置4-6-2（ホワイト式）あるいは2C1（日本式）の過熱式単式2気筒テンダー機関車である。
本形式が設計された当時は、冶金技術の向上等によりボイラー性能も向上した時期で、その成果を採用し使用蒸気圧力を13 kg/cm2から14 kg/cm2へ向上した。その結果、C51形と同等性能としてもシリンダー径を縮小することが可能となり、併せて全体的に軽量化されている。もっとも、ボイラーの各部寸法そのものはC51形のそれを踏襲しており、火床面積や煙管寸法・本数などは全てC51形と同一値となっている。一方、C51形での長期試験の成果を反映し、日本の機関車としては初めて除煙板（デフレクター）を新製当初から装備するようになっている。
動輪径はC51形やC53形と共通の1,750 mmである。もっとも、C51形で折損・タイヤ変形などのトラブルがあった車輪については、各車輪のスポーク本数を17本あるいは18本から19本へ増加し、強度向上が図られている。
C51形では本省式給水加熱装置が新造後に後付されたため、ボイラー煙室部直上の煙突後部に搭載されていたが、これは保守上点検に不便であった。このため、D50形などと同様にフロントデッキに給水加熱装置本体が搭載されることになったが、端梁から前へ突き出すような位置関係となった。また、煙突もC51形の化粧煙突ではなく、テーパー付きの簡素なパイプ煙突となった。このように、C51形と比較してその基本仕様は概ね踏襲されているものの、除煙板の追加と併せて外観面ではC51形とは大きく異なる。もっとも、続くC55形以降と比較すればリベットが目立つことや、C51形よりも間隔が狭められたものの蒸気ドームと砂箱が独立したキセに収められていること、それにC53形やD50形と共通設計の大きなキャブを取り付けていることもあって、清新な造形と古典的な造形が混在する、いかにも過渡的なデザインとなっている。なお、汽笛は従来の3室式から5室式に変更されており、音の面では新世代を印象づける物となっていた。
テンダーはC53形と共通で石炭12 t、水17 m3を積載可能な12-17形を連結する。
台枠は既に9900形（D50形）やC50形、それにC53形などで強靱な90 mm厚圧延鋼材による棒台枠の採用が始まっていたにもかかわらず、C51形の板台枠を踏襲している。本形式においては設計段階で軽量化を目的に無理をした結果、この台枠に強度不足の箇所があり、後年台枠亀裂で車両寿命を著しく縮める一因となった。

## 製造
汽車製造・川崎車輛の2社により、1931年（昭和6年）に17両が製造された。その状況は次のとおりである。
- 川崎車輛（11両）：C54 1 - 8, 15 - 17（製造番号1397 - 1404, 1406 - 1408）
- 汽車製造（6両）：C54 9 - 14（製造番号1168 - 1173）

しかし、この初回生産分の車両が各地に配置され就役すると空転多発の癖や牽引力の不足を露呈し、乗務員から不評が殺到する事態を招いた。その根本的な原因は、過度の軽量化による動軸重の不足と、それにともなう粘着力の不足であったとされる。さらに、丙線向けに軽量化を行ったにもかかわらず、実際には軸重の重いC51形と共通という、軽量化の意味がない不可解な運用をされたことが大きい。
本形式は1930（昭和5）年度に発注された17両のみで製造終了となった。そのため、亜幹線向け旅客用蒸気機関車の増備は日本経済が昭和恐慌以前の水準まで回復した1935年以降、本形式の失敗を教訓として全面的に改設計したC55形が後継形式として生産されることとなった。

## 運用
新造時には、青森・仙台・秋田・宇都宮・高崎・水戸と東北本線・奥羽本線系統を中心に担当する東日本の各機関区と、当時北陸本線を担当していた西日本の梅小路機関区に分散配置され、C51形とともに優等列車を中心とする運用に充当されたが、前述のような経緯から1935年（昭和10年）以降は、全車が福知山機関区に集中配置され、戦後まで山陰本線・福知山線・播但線で使用された。
もっとも、ここでも少数配置ゆえの保守の困難さや、国鉄制式蒸機では本機のみに採用された米国流の板式缶胴受が走行中の振動で亀裂を生じやすかったこと、あるいは主台枠の強度不足による亀裂が頻発したことといった構造面での問題が生じ機関区からも疎まれたことによって早期に廃車対象となり、状態不良で長期休車を経て1948年（昭和23年）1月28日付で除籍されたC54 13を皮切りに、1950年代前半の段階で既に半数以上の9両が車齢25年を待たずして廃車され、それ以外も福知山鉄道管理局管内で長期休車状態となっていた。
しかし、この時期の国鉄では蒸気機関車の新製増備が終了していた一方、未だ本線用ディーゼル機関車は開発されておらず、全国的に旅客列車牽引用として軽量級パシフィック機の旺盛な需要が存在した。それゆえ、C55形やC57形、そればかりか老朽化したC51形ですら引く手あまたで、このクラスの機関車は慢性的に不足状態を呈していた。福知山区では1952年、本形式の保守難で代機としてC57形の転配を求めたが、要望が通らず、1953年3月から5月にかけて秋田機関区・横手機関区からの転配で、逆に本形式よりも状態の悪いC51 153・156・260を押し付けられて、ますます運用に窮することになった。
そこで、1954年（昭和29年）1月に当時国鉄本社の運転局車務課で機関車運用を決定する立場の総括補佐の地位にあった西尾源太郎が福知山鉄道管理局長で機関車に精通していた今村一郎と協議し、休車中の本形式各車の中から状態良好車を選出、鷹取工場で再整備・修繕して運用に充当することが決定された。1957年までに残っていた8両が順次休車から復活して延命、再び山陰本線・福知山線・播但線で運用されることとなった。これに伴い、京都駅や大阪駅にも旅客列車牽引で直通している。1957年復活組のC54 5・6・8・12は宮津線に投入しての8620形代替が目論まれたが、同線での試走の結果、レール横圧が大きすぎることから運用を断念、福知山区所属のまま、山陰本線で1953年転配組の老朽C51形廃車目的で運用された。
もっとも、これら8両についても1959年（昭和34年）に播但線で起きた脱線事故でC54 5が脱線大破して除籍となり、C54 12も1960年（昭和35年）11月15日付で除籍された。さらに残った6両は浜田機関区に転出して山陰本線西部地区で使用されたものの、無煙化の進展で余剰となると状態の良いC51形よりも早く淘汰の対象となり、北陸本線の電化工事が金沢まで到達した1963年（昭和38年）に、同線配置のC57形が余剰となって浜田機関区へ順次転属となったことなどから、これらと代替される形で同年10月3日に最後まで残った6・8・10・11・15・17が一斉に廃車されて形式消滅となった。
全体の製造両数が17両と少なく、性能面でも芳しくなく、また、全車廃車の時期が1963年（昭和38年）と比較的早い時期であったことから、廃車後は全て解体処分されており、保存機は皆無である。これは日本国鉄で第二次世界大戦後まで運用された日本製の新造制式蒸気機関車形式としては唯一で、現役時ばかりか廃車後までも不遇であった。そうした境遇から、鉄道書籍において本形式が語られる際には「悲運の」(参考文献参照)「薄幸の」といった悲観的・同情的な形容をされることが多い。

## 保存機
前述の通り譲渡・払い下げ・保存されたものは皆無であるが、C54 6・17のナンバープレートが現存する。大津市・遊びの森SL公園で保存のC57 128には、C54 4の先輪が使用されている。
- C54 6：鳥取県米子市 - 「米子れいるろうど館」 ※同施設は2006年（平成18年）3月閉鎖、その後は消息不明
- C54 17：大阪府大阪市 - 「共永興業株式会社」

## 形式番号にまつわるジンクス
国鉄において“54”が「忌み数」だとされることがあるが、これはDD54形・ED54形・EF54形など“54”のつく形式の機関車が同時期に製造された他形式と比べ、成績が不調であったり保守の問題から早期に廃車される傾向があったからだとされる。このC54形もまたその例として取り上げられることがある。